# Тваронович, Галина Павловна
 Галина Павловна Тваронович (бел. Тварановіч Галіна Паўлаўна; род. 17 февраля 1955, Дараганово, Минская область) — белорусский литературовед, поэтесса.

## Биография
Родилась в семье служащих. Училась в местной средней школе.
Окончила филологический факультет БГУ (1977). Руководителем в аспирантуре был Алесь Адамович.С 1983 года работала научным сотрудником в Институте литературы Национальной академии наук Беларуси. В 1985 году защитила кандидатскую диссертацию, а в 1999 — докторскую. С 1999 года преподает в Университете в Белостоке (Польша). С 2001 — главный редактор журнала «Studia wschodniosłowiańskie» («Восточнославянские исследования»).

## Творчество
Печатается с 1967, как литературовед — с 1982. Автор исследований по взаимосвязям современной белорусского прозы и прозы бывшей Югославии, по компаративистике, истории белорусской литературы, современному литературному процессу: «Маральны свет героя: Беларуская і югаслаўская ваенная проза 60-70-х г.» (1986), «Пакутаю здабыты мір: Тыпалогія характару ў беларускай і славенскай прозе» (1991) и др. Один из авторов «Гісторыі беларускай літаратуры ХХ ст.» (Т. 1-4, 1999—2002).
Автор нескольких поэтических сборников. Её книги «Ускраек тысячагоддзя» (1996), «Верасы Дараганава» (2000), «Чацвёртая стража» (2004) проникнуты размышлением над проблемами жизни, судьбой человека в Вечности, любовью к родной земле, христианскими мотивами.
Переводит с сербского и польского языков.